# Johnny Whiteley
Pour les articles homonymes, voir Whiteley.
Pas d'image ? Cliquez ici

a Compétitions nationales et continentales officielles uniquement.

b Matchs officiels uniquement.
Johnny Whiteley, né le 20 novembre 1930 à Kingston upon Hull et mort le 13 février 2022, est un joueur et entraîneur de rugby à XIII international anglais et britannique évoluant au poste de troisième ligne ou de deuxième ligne.
Il effectue toute sa carrière de joueur au sein d'Hull FC avec lequel il remporte le Championnat d'Angleterre en 1956 et 1958. Parallèlement, il devient un des éléments incontournables de la sélection de la Grande-Bretagne, remportant deux titres de Coupe du monde en 1954 (en tant que remplaçant de Dave Valentine) et 1960. Après sa carrière, il devient entraîneur d'Hull FC et d'Hull KR ainsi que les destinées de la Grande-Bretagne à deux reprises en 1970 puis entre 1980 et 1982.

## Palmarès

### En tant que joueur
- Collectif :
  - Vainqueur de la Coupe du monde : 1954 et 1960 (Grande-Bretagne).
  - Vainqueur du Championnat d'Angleterre : 1956 et 1958 (Hull FC).

- Individuel :
  - Membre de l'Ordre de l'Empire britannique (MBE), 2005.
  - Membre du temple de la renommée du rugby à XIII britannique : 2018.